# 諫早市立伊木力小学校
諫早市立伊木力小学校（いさはやしりつ いきりきしょうがっこう、Isahaya City Ikiriki Elementary School）は、長崎県諫早市多良見町舟津にある公立小学校。

## 概要
歴史
1876年（明治9年）に創立。2016年（平成28年）には創立140周年を迎える。
校章
地域の名産であるミカンの花弁・果実・葉を組み合わせたものを背景にして、中央に「伊」の文字を置いている。
校歌
創立80周年を記念して1955年（昭和30年）に制定。作詞は島内八郎、作曲は竹島勉による。歌詞は3番まであり、各番に校名の「伊木力」が登場する。
校区
「長崎県諫早市多良見町」の後に「元釜、野川内、山川内、舟津、佐瀬」が続く地域（多良見地区西部）。中学校区は諫早市立琴海中学校。

## 沿革
- 1874年（明治7年）10月[1] - 第五大学区長崎県管下第一中学区の小学校として「伊木力小学校」が創立。初代訓導は満井鷹一郎。同時期に佐瀬分校も設置される。
- 1888年（明治11年）- 郡制の施行により、西彼杵郡に属することとなる。
- 1881年（明治14年）- 「公立初等伊木力小学校」に改称。
- 1887年（明治20年）4月 - 小学校令の施行により、簡易科（修業年限3年）を設置の上「簡易伊木力小学校」に改称。
- 1889年（明治22年）4月 - 町村制の施行により、伊木力村立の小学校となる。
- 1890年（明治23年）- 校舎を改築。
- 1893年（明治26年）4月 - 尋常科（修業年限4年）を設置の上、「伊木力尋常小学校」に改称。
- 1894年（明治27年）4月 - 補習科（修業年限2年）を設置。
- 1897年（明治30年）- 校舎を増築。
- 1900年（明治33年）2月 - 初代校長に東安兵衛が就任。
- 1907年（明治40年）4月 - 女児対象に裁縫科を設置する。
- 1908年（明治41年）
  - 3月 - 校舎を増築。
  - 4月1日 - 小学校令の改正により、義務教育年限（尋常科の修業年限）が4年から6年に延長されたため、尋常科5年を新設。
- 1909年（明治42年）4月1日 - 尋常科6年を新設。
- 1910年（明治43年）7月 - 初代学校医に緒方弘登が就任。
- 1914年（大正3年）4月 - 高等科を併置し、「伊木力尋常高等小学校」に改称。
- 1922年（大正11年）4月 - 校舎を増築。
- 1927年（昭和2年）4月 - 校舎を増築。
- 1935年（昭和10年）6月 - 青年学校令の施行により、併設の伊木力農業補習学校が「伊木力青年学校」となる。
- 1941年（昭和16年）4月1日 - 国民学校令の施行により「伊木力村国民学校」に改称。尋常科を初等科に改める（初等科6年・高等科2年）。
- 1947年（昭和22年）4月1日 - 学制改革（六・三制の実施）が行われる。
  - 伊木力村国民学校の初等科が改組され、「伊木力村立伊木力小学校」となる。
  - 伊木力村国民学校の高等科と青年学校の普通科が改組され、新制中学校「伊木力村立伊木力中学校」が発足。小学校に併設される。
- 1949年（昭和24年）1月 - 木造の新校舎が完成。
- 1951年（昭和26年）
  - 1月31日 - 併設の伊木力中学校が、大草中学校との統合により伊木力村・大草村二村組合立琴海中学校となる。統合校舎完成までの間、伊木力校舎として使用を継続。
  - 5月 - 統合校舎の完成により中学校が移転。併設を解消。
- 1955年（昭和30年）
  - 2月11日 - 大草・伊木力・喜々津の3村が合併し多良見村が発足。これにより「多良見村立伊木力小学校」に改称。
  - 3月 - 創立80周年を記念して校歌を制定。猪見岳の学校林に植林を行う。
  - 4月1日 - 校区の改定により、多良見村立大草小学校から本釜と群地区が移管される。
- 1956年（昭和31年）3月 - 校舎を増築。
- 1957年（昭和32年）
  - 3月 - 中庭に庭園が完成。
  - 10月 - 校旗を制定。二宮金次郎像が設置される。
- 1958年（昭和33年）4月 - 帽章・胸章を制定。
- 1959年（昭和34年）4月 - 講堂が完成。
- 1965年（昭和40年）11月23日 - 多良見村が町制施行により多良見町となる。これにより「多良見町立伊木力小学校」に改称。
- 1975年（昭和50年）3月 - 創立100周年記念式典を挙行。
- 1985年（昭和60年）3月 - 鉄筋コンクリート造の新校舎が完成。
- 1986年（昭和61年）4月 - 体育館が完成。
- 1999年（平成11年）2月 - コンピューター室を設置。
- 2003年（平成15年）3月 - プールが完成。
- 2005年（平成17年）3月1日 - 市町村合併により「諫早市立伊木力小学校」（現校名）に改称。

## アクセス
最寄りの駅
- JR九州 長崎本線　「大草駅」

最寄りのバス停
- 長崎県交通局（長崎県営バス）「伊木力出張所前」バス停

最寄りの国道・県道
- 国道207号

## 周辺
- 諫早市役所多良見支所伊木力出張所・多良見多目的研修館
- 諫早市立琴海中学校
- JA長崎西彼伊木力支店
- 諫早警察署伊木力警察官駐在所
- 熊野神社
- 諫早多良見西部グラウンド
- 大草診療所
- 大草郵便局

## 関連事項
- 長崎県小学校一覧